# Unity Roots and Family, Away
Unity Roots and Family, Away (znany też pod nazwą UR&FA) – ósmy album japońskiego zespołu Glay wydany 19 września 2002 roku przez Pony Canyon, Mustard/Unlimited records.

## Lista utworów
1. We All Feel His Strength of Tender - 6:41
2. Mata Koko de Aimashou (jap. またここであいましょう) - 3:54
3. Girlish Moon - 6:22
4. Way of Difference - 4:45
5. Koukai (jap. 航海) - 4:59
6. Yuruginai Monotachi (jap. ゆるぎない者達) - 4:58
7. Natsu no Kanata e (Johnny the Unity Mix) (jap. 夏の彼方へ (Johnny the unity mix)) - 2:54
8. Neverland - 3:33
9. Karera no Holy X'mas (jap. 彼らのHOLY X'MAS) - 2:59
10. Father & Son - 4:04
11. Sotsugyou Made, Ato Sukoshi (jap. 卒業まで、あと少し) - 4:52
12. Friend of Mine - 6:04
13. All Standard Is You -End Roll- (Aranżacja Glay, Masahide Sakuma i DJ Honda) – 4:16